# Abdelaziz ben Abdallah ben Abdelaziz Al Saoud
 (janvier 2015).
Si vous disposez d'ouvrages ou d'articles de référence ou si vous connaissez des sites web de qualité traitant du thème abordé ici, merci de compléter l'article en donnant les références utiles à sa vérifiabilité et en les liant à la section « Notes et références ».
Titres
Vice-ministre des Affaires étrangères
22 juillet 2011 – avril 2015
(~ 3 ans, 9 mois)
Abdelaziz ben Abdallah ben Abdelaziz Al Saoud (en arabe : عبد العزيز بن عبد الله بن عبد العزيز آل سعود — en anglais : Abdulaziz bin Abdullah bin Abdulaziz Al Saud) né en 1963 à Riyad, est un membre de la dynastie Al Saoud. De juillet 2011 à avril 2015, il est vice-ministre des Affaires étrangères de l'Arabie saoudite.

## Biographie

### Famille
Le prince Abdelaziz ben Abdallah Al Saoud est le fils du roi Abdallah (1923-2015) et petit-fils du roi Abdelaziz ibn Saoud (1880-1953), fondateur de l'Arabie saoudite moderne.
Sa mère est Aïda Foustouk, troisième femme du roi Abdallah.